# Autobahn Peking–Kunming
Die Autobahn Peking–Kunming oder Jingkun-Autobahn (chinesisch 京昆高速公路, Pinyin Jīngkūn gāosù gōnglù, englisch Jingkun Expressway), chin. Abk. G5, ist eine im Bau befindliche 2.865 km lange Autobahn in China, die die Hauptstadt Peking im Norden mit der südwestchinesischen Provinz Yunnan verbindet.
Die Autobahn wird nach Fertigstellung von Peking über Shijiazhuang in Hebei, Taiyuan in Shanxi, Xi’an in Shaanxi, Chengdu in Sichuan nach Kunming in Yunnan führen. Lediglich in den Provinzen Shanxi und Shaanxi ist die Autobahn bereits vollständig befahrbar.